# Педральбес (трасса)
Педра́льбес (исп. Circuito de Pedralbes) — трасса, проложенная по улицам подрайона Педральбес города Барселона, Испания. Впервые использовалась для гонок в 1946 году.
На трассе Педральбес прошли два Гран-при Испании, но после катастрофы в 1955 году на гонках в Ле-Мане, трасса больше не использовалась по соображениям безопасности.

## Победители Гран-при Испании на трассе Педральбес
| Год  | Пилот (победитель)  | Команда (победитель) | Отчёт |
| ---- | ------------------- | -------------------- | ----- |
| 1951 | Хуан Мануэль Фанхио | Alfa Romeo           | Отчёт |
| 1954 | Майк Хоторн         | Ferrari              | Отчёт |